# Ашагы-Сеидахмедли
Ашагы-Сеидахмедли (азерб. Aşağı Seyidəhmədli) — село в Физулинском районе Азербайджана. 

## История
В советское время население Ашагы-Сеидахмедли занималось виноградарством, шелководством, земледелием и животноводством. На 1976 год здесь проживало 1635 человек. В селе имелись школа-восьмилетка, клуб, библиотека, киноустановка, больница, автоматическая телефонная станция. 
В 1993 году, в ходе Первой Карабахской войны над селом был установлен контроль вооружённых сил НКР (позднее село было включено в состав Гадрутского района непризнанной НКР). После окончания активных боевых действий село осталось под контролем армий НКР, а напротив расположились азербайджанские войска, между которыми периодически происходили вооружённые столкновения.
21 октября 2020 года, в ходе Второй Карабахской войны азербайджанская армия вернула село Ашагы-Сеидахмедли под свой контроль.